# Nicolaus Petri Liurénius
Nicolaus Petri Liurénius, död 1622 i Hovs socken, var en svensk präst i Östra Hargs församling och Hovs församling.

## Biografi
Nicolaus Petri Liurénius blev 1597 kyrkoherde i Östra Hargs församling. 1616 blev han kyrkoherde i Hovs församling. Liurénius avled 1622 i Hovs socken.
Liurénius var gift med Mariet Olofsdotter (död 1605). De fick tillsammans barnen Nicolaus Ljurenius, Olaus, Johannes, Andreas (död 1622) och Karin. Dotter karin gifte sig med kyrkoherden Brontho Rosenius i Östra Hargs socken.